# ملة شبانان (مقاطعة دورة)
ملة شبانان (بالفارسية: مله شبانان) هي قرية تقع في قسم دورة الريفي (مقاطعة دورة) في إيران. يقدر عدد سكانها بـ 32 نسمة بحسب إحصاء 2016.